# Bellahøj 1948
Bellahøj 1948 er en dansk propagandafilm fra 1948.

## Handling
Dyrskue på Bellahøj, 1-4. juli 1948.